# Dunit

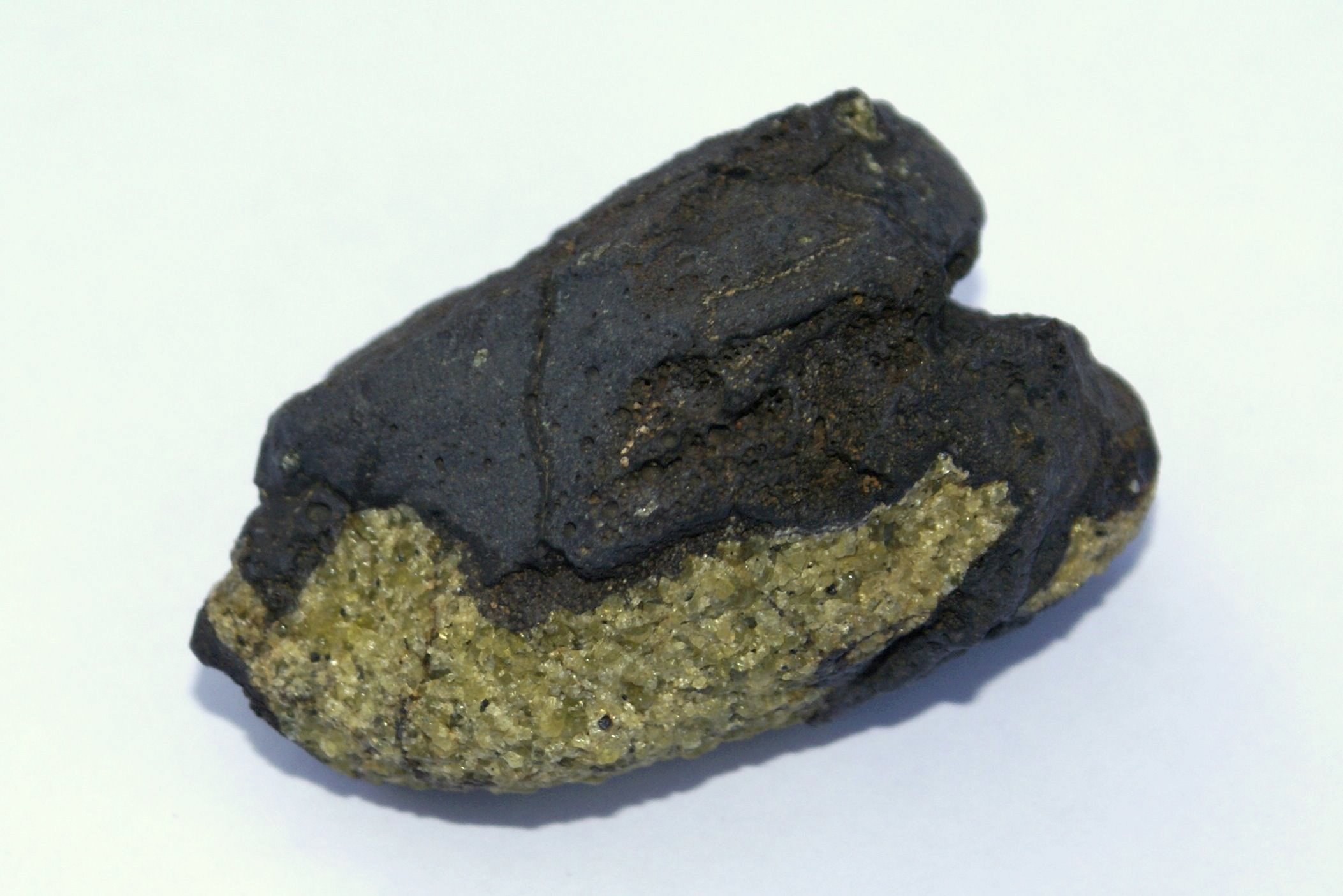
Bom núi lửa (đen) basanit với dunit (lục)

Dunit là một loại đá mácma xâm nhập có thành phần siêu mafic với kiến trúc hiển tinh hạt thô. Tập hợp khoáng vật với hơn 90% là olivin, các khoáng vật phụ gồm pyroxen, cromit và pyrop. Dunit là một loại đá nguồn gốc từ manti thuộc nhóm peridotit giàu olivine. Dunit và các đá peridotit khác được xem là những hợp phần chính của manti Trái Đất ở độ sâu khoảng 400 km. Dunit hiếm được tìm thấy trong các đá trên lục đ5ia, nhưng nơi nó được pháh hiện thường ở phần dưới của chuỗi ophiolit nơi mà các miếng của đá manti trong đới hút chìm bị hút xuống bên dưới vỏ lục địa trong quá trình tạo va chạm tạo thành các cung đảo (kiến tạo sơn). Nó cũng được tìm thấy trong các khối núi peridotit có mặt của bạc thuộc phần manti á lục địa xuất lộ trong quá trình va mảng tạo núi. Dunit đặc biệt trải quá quá trình biến chất ngược trong các môi trường gần bề mặt và được thay thế tạo thành serpentinit và soapston.